# Operação Gideão
Operação Gideão (Operation Gideon em inglês;  Operación Gedeón em espanhol, que também foi chamada de "incursión marítima de Macuto de 2020" ou "Macutazo"), foi como ficou conhecida a fracassada tentativa de invasão por um grupo paramilitar da Venezuela em 3 de maio de 2020, com o fim de derrubar o governo de Nicolás Maduro.
Contando com suposto apoio do líder opositor Juan Guaidó e do governo dos Estados Unidos (sem qualquer comprovação) e com bases de treinamento em campos de refugiados na Colômbia, a iniciativa foi capitaneada pelo ex-militar e médico estadunidense Jordan Goudreau que, entretanto, não participou dos acontecimentos.
Com a prisão ou morte dos envolvidos, o evento foi anunciado pelo governo Maduro como uma tentativa de golpe promovida pela oposição que, entretanto, nega o seu envolvimento.

## Pressupostos
Com a existência de refugiados venezuelanos na fronteira da Colômbia, a partir da autoproclamação de Juan Guaidó como presidente legítimo da Venezuela e reconhecimento como tal por vários outros países como Estados Unidos e Brasil, o mercenário americano Jordan Goudreau tentou levar sua empresa de segurança - Sivercorp USA - a liderar uma incursão militar contra o governo Maduro.
Após fundar sua empresa em 2018, Goudreau (premiado como veterano no Afeganistão e Iraque pelas forças armadas estadunidenses com a "Estrela de Prata"), em 2019 foi contratado para realizar em fevereiro de 2019 a segurança num show de Richard Branson realizado na fronteira colombiana com o objetivo de pressionar o governo venezuelano a permitir a entrada no país de ajuda humanitária, diante da crise econômica pela qual o país atravessava.
Com a permanência do governo após essa primeira pressão, a oposição tentou em abril do mesmo ano iniciar uma rebelião popular, igualmente sem sucesso. Então líderes como o ex-deputado exilado Hernan Aleman (morto em agosto de 2020 pela Covid-19) cogitaram no financiamento de grupos paramilitares visando uma incursão contra os líderes do governo Maduro.
Goudreau então fora contatado por opositores venezuelanos em julho de 2019, nos Estados Unidos, e pelo serviço esperava receber a importância inicial de 1,5 milhão de dólares, e cerca de 200 milhões ao final; em Miami, no dia 16 de outubro de 2019, fora assinado um contrato com representantes de Guaidó para realizar um ação "para capturar/ deter/ remover Nicolás Maduro, derrubar o regime atual e instalar o reconhecido presidente venezuelano Juan Guaidó", e Goudreau se comprometera a conseguir apoiadores.
Em novembro do mesmo ano, entretanto, o líder de extrema-direita venezuelano radicado em Miami J. J. Rendon relatou que exigira demonstrações de Goudreau de seus apoiadores, mas este "ficara desrespeitoso" e exigia o pagamento inicial combinado; o acordo então teria sido desfeito, com o pagamento de apenas 50 mil dólares feito por Rendon para custear as despesas já realizadas; os representantes de Guaidó declararam que consideraram o acordo nulo, desde então.

## Treinamentos e fracassos iniciais
Com base inicial de treinamento na cidade colombiana de Maicao, três campos de treinamento foram instalados na fronteira e em janeiro de 2020 Goudreau recrutou mais dois mercenários estadunidenses - Luke Denman (veterano do Iraque) e Airan Berry; entretanto, com a falta de financiamento, já em março de 2020 vinte dos venezuelanos abandonaram os exercícios militares.
No dia 23 daquele mesmo mês o governo colombiano apreendeu um caminhão com equipamentos destinados aos grupos e no dia 26 o Departamento de Justiça estadunidense anunciou uma recompensa pela captura do general dissidente Cliver Alcala, por narcoterrorismo; Alcala se entregou após ter declarado que as armas apreendidas pertenciam ao povo venezuelano "no âmbito do acordo feito pelo presidente Juan Guaidó, JJ Rendon e assessores dos Estados Unidos".
A 28 de março um barco chamado "Silverpoint", e supostamente ligado à Silvercorp, ficou à deriva na costa de Curaçao e os dois estadunidenses foram socorridos por um navio-tanque; após levados de volta aos EUA, o caso foi encaminhado ao FBI, que não informa se Goudreau estava nele, bem como se a embarcação continha armamentos a serem levados à Venezuela. No mesmo dia Diosdado Cabello, segundo de Maduro, anunciou na televisão a realização de treinamentos em campos na Colômbia, citando os nomes dos venezuelanos e dos estadunidenses envolvidos, demonstrando assim estar o governo bolivariano a par de todos os acontecimentos.
Na ocasião, os grupos da conspiração haviam se deslocado para o literal em Guajira, e possivelmente Goudreau informava aos seus compatriotas que outros mercenários se juntariam a eles; entretanto, Goudreau estava empenhado em receber dos membros da comissão de Guaidó os valores prometidos no montante de 1,5 milhão de dólares, e pressionado pelo pagamento das armas apreendidas na Colômbia.

## A "Operação Gideão", uma "Baía dos Porquinhos
Num plano simplório que envolvia o desembarque na Venezuela e, depois de alguns dias no país, os envolvidos iriam até Caracas onde planejariam a captura do presidente Maduro e outros líderes governistas, para tanto atacando alvos como o Palácio de Miraflores, cadeias e a sede do serviço secreto.
Apesar de todos os fracassos iniciais e do conhecimento dos planos pelo governo de Maduro, os voluntários e mercenários se deslocaram em 1º de maio de 2020 em dois barcos para a costa Venezuelana; no primeiro estavam onze homens com oito fuzis e, no segundo, quarenta e sete pessoas portando somente dois fuzis; as forças governistas aguardavam a chegada das embarcações que ocorreu no dia 3; no primeiro barco, oito dos ocupantes foram mortos enquanto que o segundo, onde estavam os dois mercenários estadunidenses (Denman e Berry), todos foram detidos.
Com a publicidade da fracassada tentativa de desembarque comentaristas chamaram a "Operação Gideão" (que fazia menção ao líder bíblico que derrotara um exército muito maior) foi chamada por comentaristas de "Baía dos Porquinhos", numa referência ainda mais depreciativa à Invasão da Baía dos Porcos - a fracassada tentativa de paramilitares em derrubar o regime cubano na década de 1960.
Nos EUA, onde permanecera, o mercenário Goudreau emitiu declaração onde afirmava que tinha o apoio de Guaidó, que prontamente negou seu envolvimento; a oposição venezuelana comunicou que era uma propaganda enganosa do governo de Maduro, o que foi rechaçado por declarações como a do ministro do exterior de seu governo, Jorge Arreaza, para quem seria uma piada o governo financiar um grupo para derrubar a si próprio, e imputando a militares colombianos o fornecimento das informações sobre a fracassada operação, com objetivo de evitar um conflito entre os dois países.